# Финал на Шампионската лига 2021
Финалът на Шампионската лига 2021 е футболен мач, който ще се проведе в събота, 29 май 2021 между английските ФК Манчестър Сити и ФК Челси на стадион Ещадио до Драгао в Порто, Португалия. Мачът се провежда за да определи победителя на сезон 2020/21 в Шампионската лига, най-силния европейски клубен турнир. Преди този мач Челси са печелили титлата 1 път, докато Манчестър Сити ще играе първия си финал.
Стадионът, Ещадио до Драгао, домакинства първия си финал в турнира. Манчестър Сити отстраняват Борусия Мьонхенгладбах, Борусия Дортмунд и ПСЖ, а Челси побеждават Атлетико Мадрид, Порто и Реал Мадрид по пътя към финала.
Мачът ще се играе при максимум 16 500 зрители поради пандемията от коронавирус. Мачът първоначално трябваше да се изиграе на Олимпийския стадион „Ататюрк“ в Истанбул, Турция, но заради пандемията от Коронавирус в Турция, през месец Май УЕФА взе решение да премести мача в Порто. Победителят ще участва в мача за Суперкупата на Европа.
Челси печели мача с 1:0 и става шампион на Европа за втори път.

## Детайли
| 29 май 2021 г. 22:00 |

| Манчестър Сити | 0:1    | Челси      |
| -------------- | ------ | ---------- |
|                | Доклад | 42' Хаверц |

| Ещадио до Драгао, Порто 14,110 зрители Съдия: Антонио Матеу Лаос |